# Orlando Casín
Orlando Casín (La Habana, 4 de julio de 1947-Miami, Florida, 28 de abril de 2019) fue un actor de radio, televisión, cine y teatro, profesor y director de teatro cubano. Trabajó en telenovelas como Dulce enemiga y Como tú, ninguna.

## Biografía
Graduado de la Escuela de Superación de actores, del Curso de Actuación didáctica. Licenciado en historia del arte en la Universidad de La Habana (1974-1979). Trabajó en la TV de Cuba desde 1967 hasta 1991; en el cine en más de 15 filmes, al mismo tiempo participó en teatro en diversas puestas de diferentes géneros. Desde 1991 hasta 1997, trabajó en Venezuela para el canal Venevisión en 9 telenovelas y diversos programas.
A partir de 1997, se radicó en Miami, Florida, Estados Unidos, donde realizó actuaciones  especiales en telenovelas como Aguamarina, La mujer de mi vida, Enamorada y La revancha. Se destacó  además por su participación en Radio Martí que trasmite para el pueblo cubano. Es el padre del actor Mauricio Casín.
Se le diagnosticó cáncer hepático hace algunos años, lo que le desarrolló a inicios del 2019 una cirrosis hepática, provocándole la muerte el 28 de abril del mismo año, a sus 71 años.

## Filmografía

### Telenovelas
- Santa diabla (2013) - Dr. Roger Murray
- Marido en alquiler (2013)
- Dama y obrero (2013) - Señor
- Corazón valiente (2012) - Juez
- El Talismán (2012) - Óscar Flores
- Una maid en Manhattan (2011) - Juez
- La casa de al lado (2011) - Juez
- Mi corazón insiste en Lola Volcán (2011)
- La Revancha (2000) - Santiago
- Enamorada (1999) - Padre Rodrigo
- Aguamarina (1997)
- La mujer de mi vida (1998) - Don Pipo
- Todo por tu amor (1996-1997) - Padre Chucho
- Como tú, ninguna (1995)
- Dulce enemiga (1995)

### Películas
- Cercanía (2008) - Miguel
- Quick Pick (2006) - Mario
- Rizo (1999) - Alfredo Orta
- Sueño Tropical (1993)
- Fin de round (1992)
- Bajo presión (1989)
- Asalto al amanecer (1988)
- La vida en rosa (1988) - Alberto
- Gallego (1988)
- Plácido (1986)
- En tres y dos (1985)
- Jíbaro (1985)
- La segunda hora de Esteban Zayas (1984)
- Tiempo de amar (1983)
- Los refugiados de la cueva del muerto (1983)
- "El Piloto del Río Verde"

### Programas Unitarios
- "La Flor de Hialeah"
- "El Mikimbín de Miami"
- "Arriba de la bola"
- "Seguro que Yes"
- "La Cosa Nostra"
- "Sábado Gigante"

### Radio Martí
- "Los Pérez del Vedado", dirección: Marcos Miranda.